# Mateo Cerezo
Mateo Cerezo, le jeune ou Cereso, né le 19 avril 1637 à Burgos et mort le 29 juin 1666 à Madrid, est un artiste peintre et dessinateur de sujets religieux espagnol.

## Biographie
Il est l'élève de son père Mateo Cerezo l'Ancien, à Burgos. Adolescent, il n'a que quinze ans lorsqu'il part pour Madrid et devient l'élève de Juan Carreño de Miranda. À 20 ans il égale son maître et il est, lui-même, considéré comme un maître. Très jeune il acquiert une réputation considérable à cette époque-là. Il vit aisément de son travail malgré sa jeunesse.

## Œuvre
Peu d'artistes se sont montrés aussi féconds si l'on considère qu'il meurt encore jeune.. De son maître Carreño, il a repris le thème de L'Immaculée Conception et le traite avec un égal succès. Pour suivre ses conseils, il peint beaucoup d'après nature. C'est avec beaucoup de maîtrise qu'il exécute des copies de quelques chefs-d'œuvre de diverses collections royales.
Dans le maniement de la couleur, il s'inspire de van Dyck. On considère, selon les critiques et historiens, que son chef-d'œuvre se trouvant à Madrid, c'est Les pèlerins d'Emmaüs au couvent des Recollets.
La Madeleine repentante, (Madeleine), un des motifs préférés de Mateo qu'il reproduit de nombreuses fois. Ces représentations de Madeleine repentante, sont d'une rare beauté dans ses habits et sa chevelure flamboyante de couleurs.
Ses œuvres se trouvent notamment à Badajoz, à Valladolid, à Valence, à Burgos et Malaga, Berlin: Christ sur la Croix –, Darmstadt: Enfant porté au ciel par des anges –, Cassel: Jean-Baptiste – Leipzig: Saint Jérôme – ou Vienne (Gal. Czernin): Madeleine repentante.
- Les Fiançailles mystiques de Sainte Catherine (1660), huile sur toile, 207 × 163 cm, Musée du Prado, Madrid[2]
- Saint Thomas de Villeneuve distribuant les aumônes (vers 1660), huile sur toile, 246 × 208 cm, Musée du Louvre, Paris[3]
- Ecce Homo (1660-1666), , huile sur toile, 98 × 75 cm, Musée des beaux-arts de Budapest[4]
- Apparition de la Vierge à Saint François d'Assise (1660-1666), 246 × 176 cm, Musée Lázaro Galdiano, Madrid[5]
- La Madeleine repentie (1661), 103 × 83 cm, Rijksmuseum, Amsterdam[6]
- Ecce Homo (1663), huile sur toile, Musée de Burgos[7]
- Nature morte de cuisine (vers 1664), huile sur toile, 100 × 127 cm, Musée du Prado, Madrid[8]
- Immaculée conception (1664), huile sur cuivre, 72 × 56 cm, Musée de l'Ermitage, Saint-Petersbourg[9]
- Saint Jean l'Évangéliste (1665), huile sur toile, 57 × 42 cm, Musée national d'art de Catalogne[10]

"
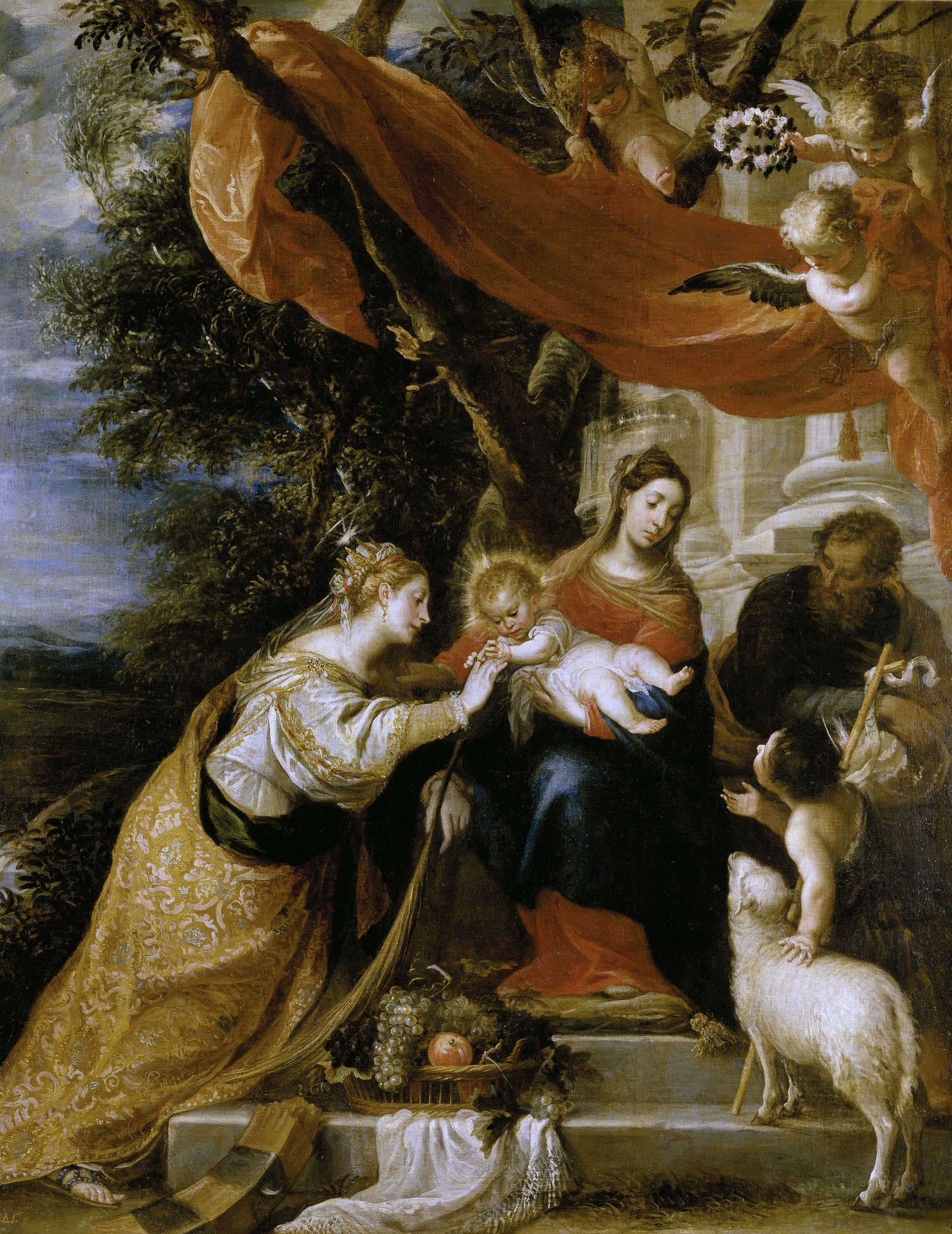
Fiançailles de Ste Catherine (1660) Musée du Prado
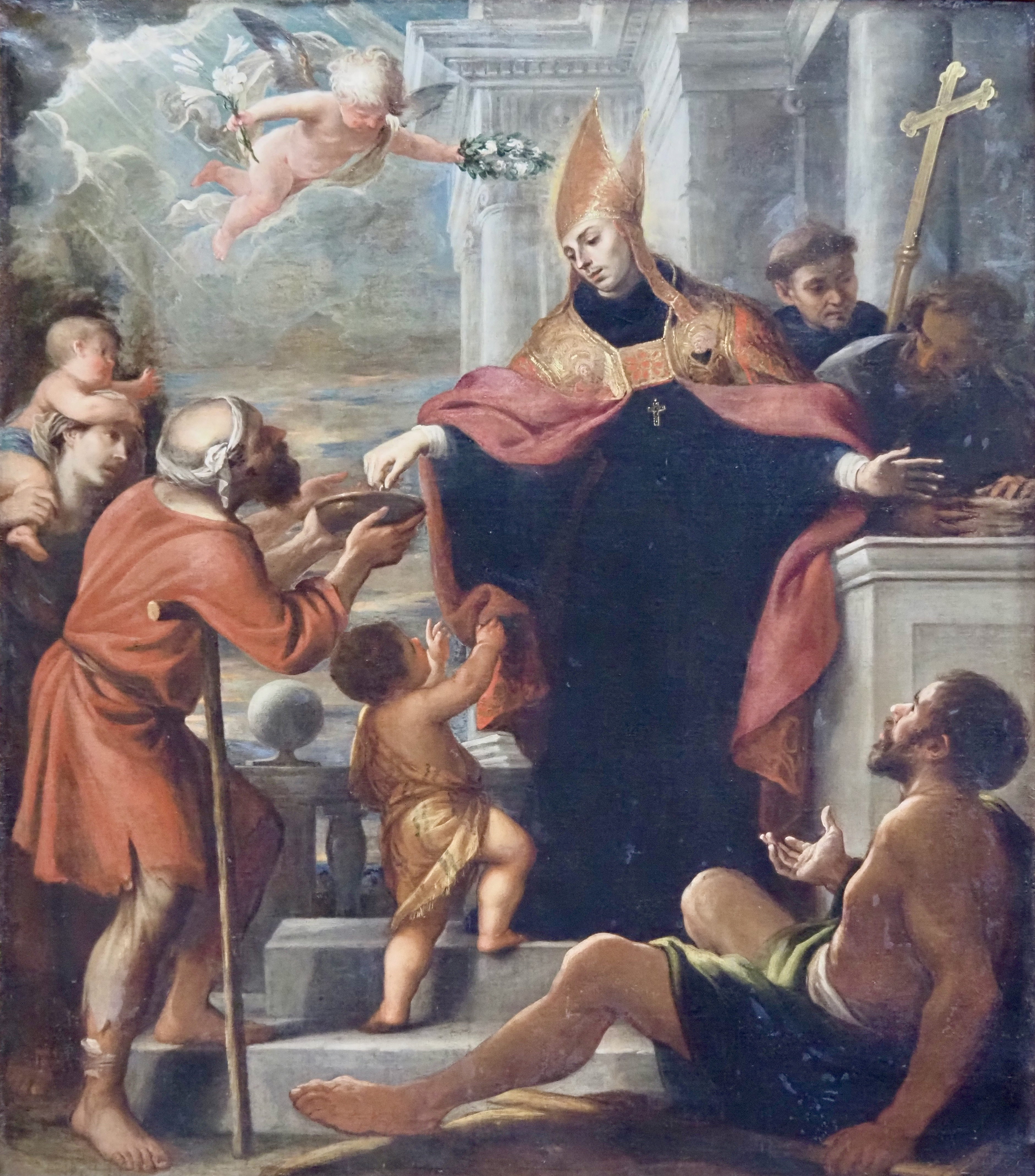
Saint Thomas de Villeneuve (vers 1660) Musée du Louvre
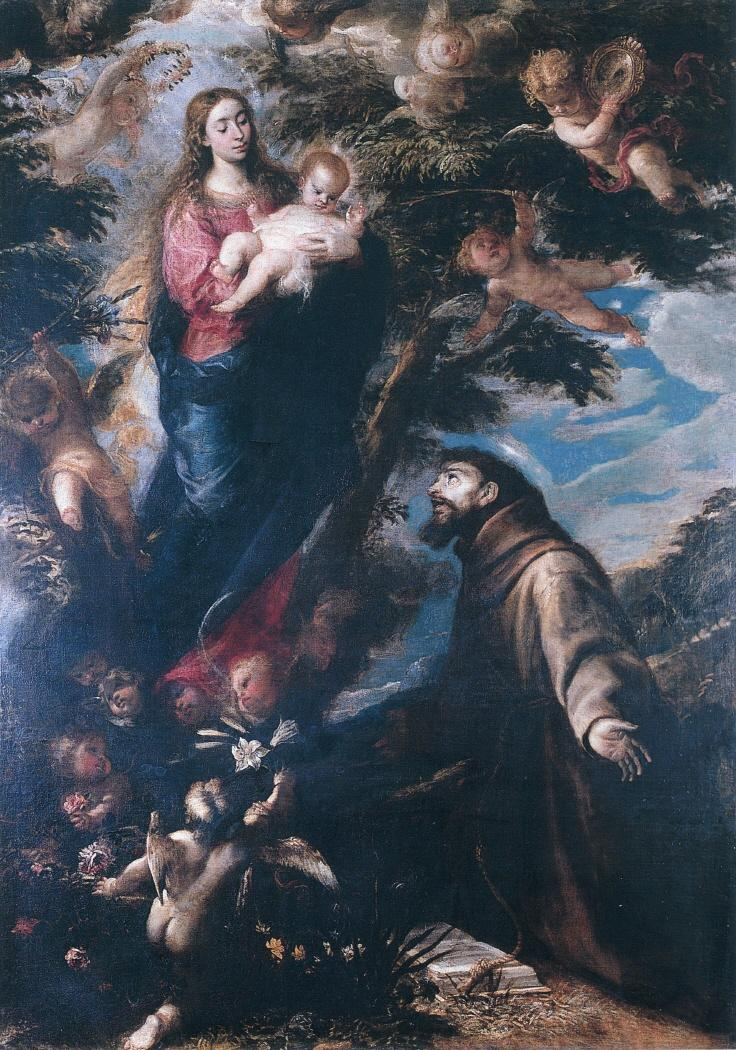
Apparition de la Vierge à St François (1660-1666) Musée Lázaro Galdiano
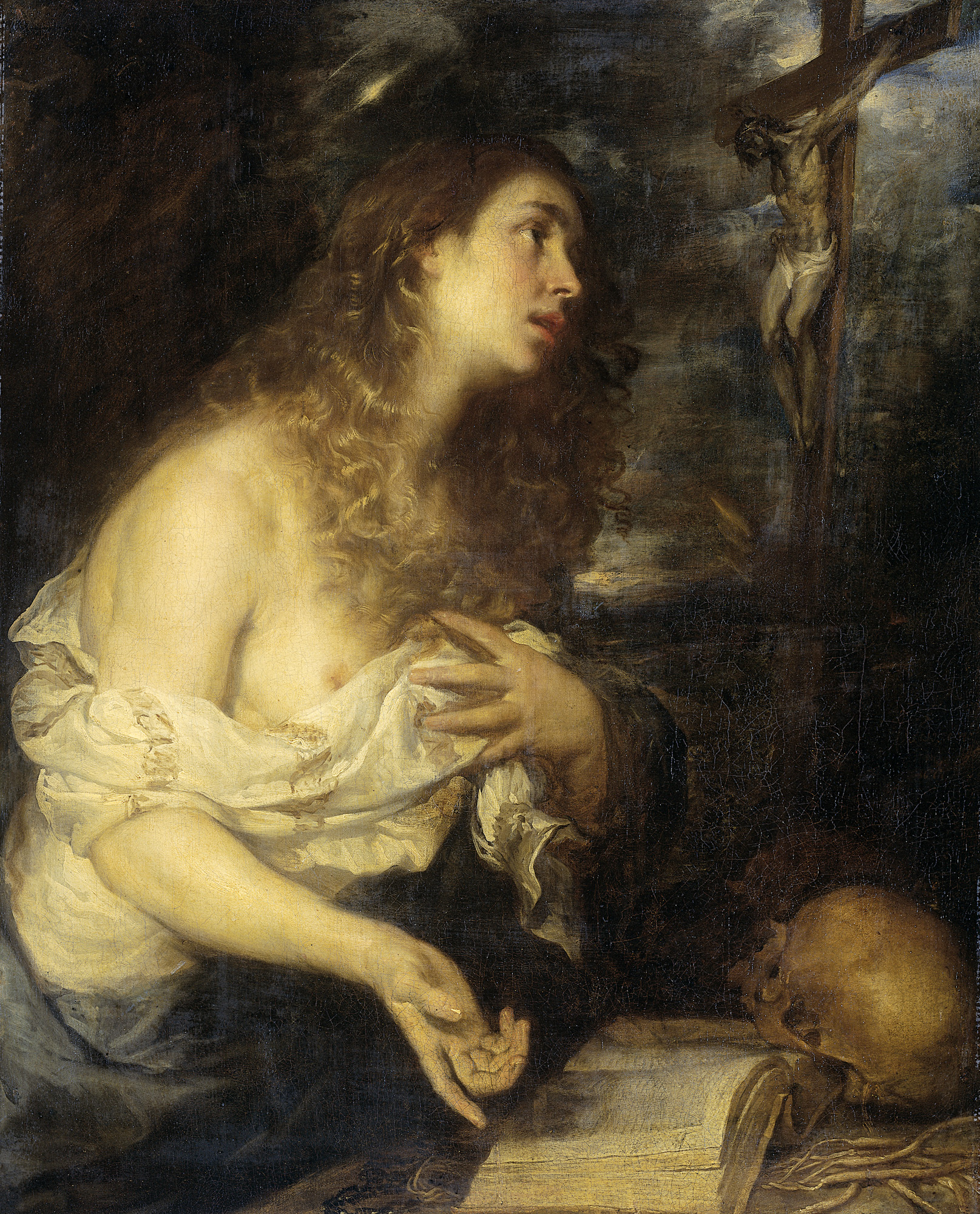
Madeleine repentie (1661) Rijksmuseum
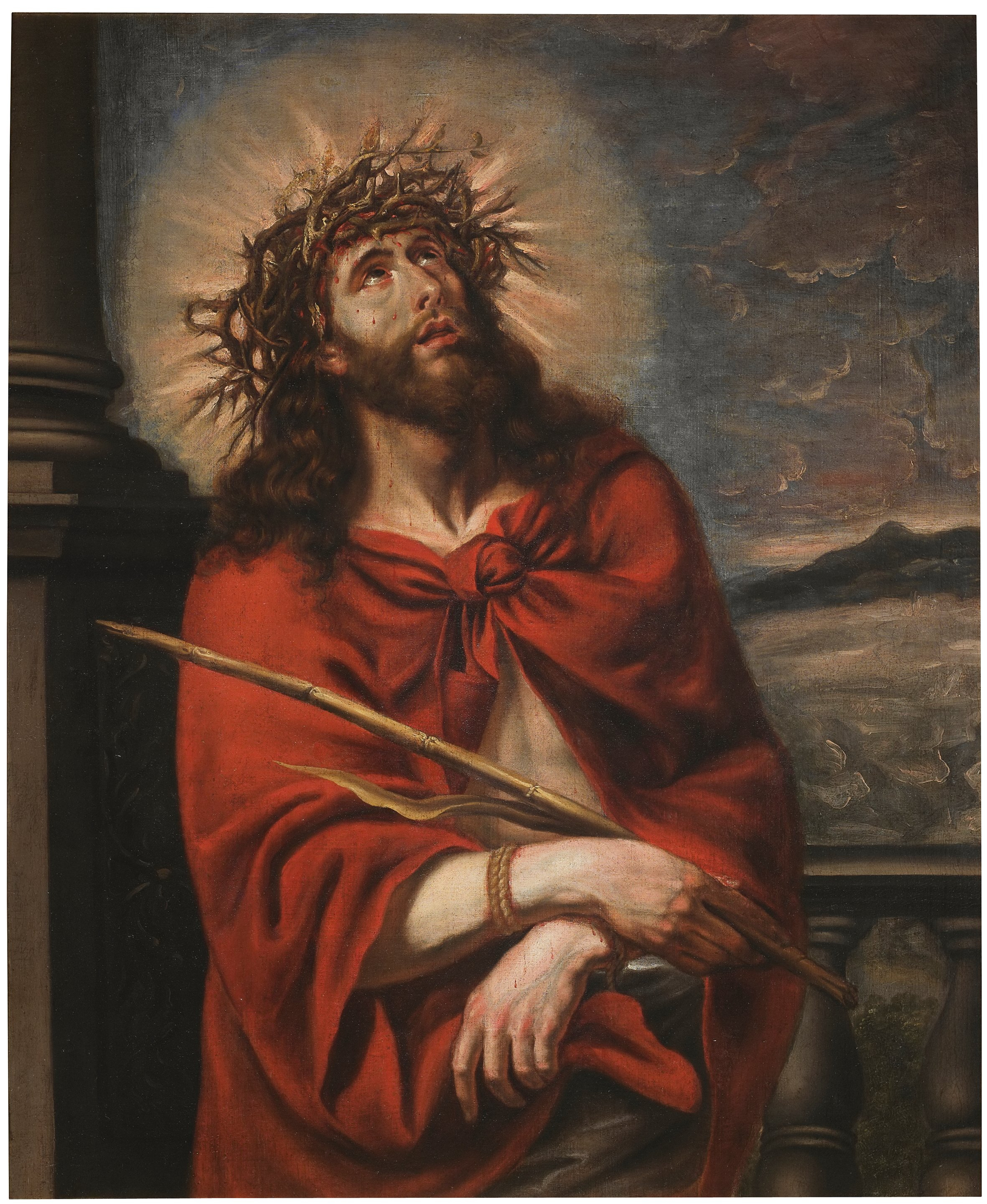
Ecce Homo (1663) Musée de Burgos
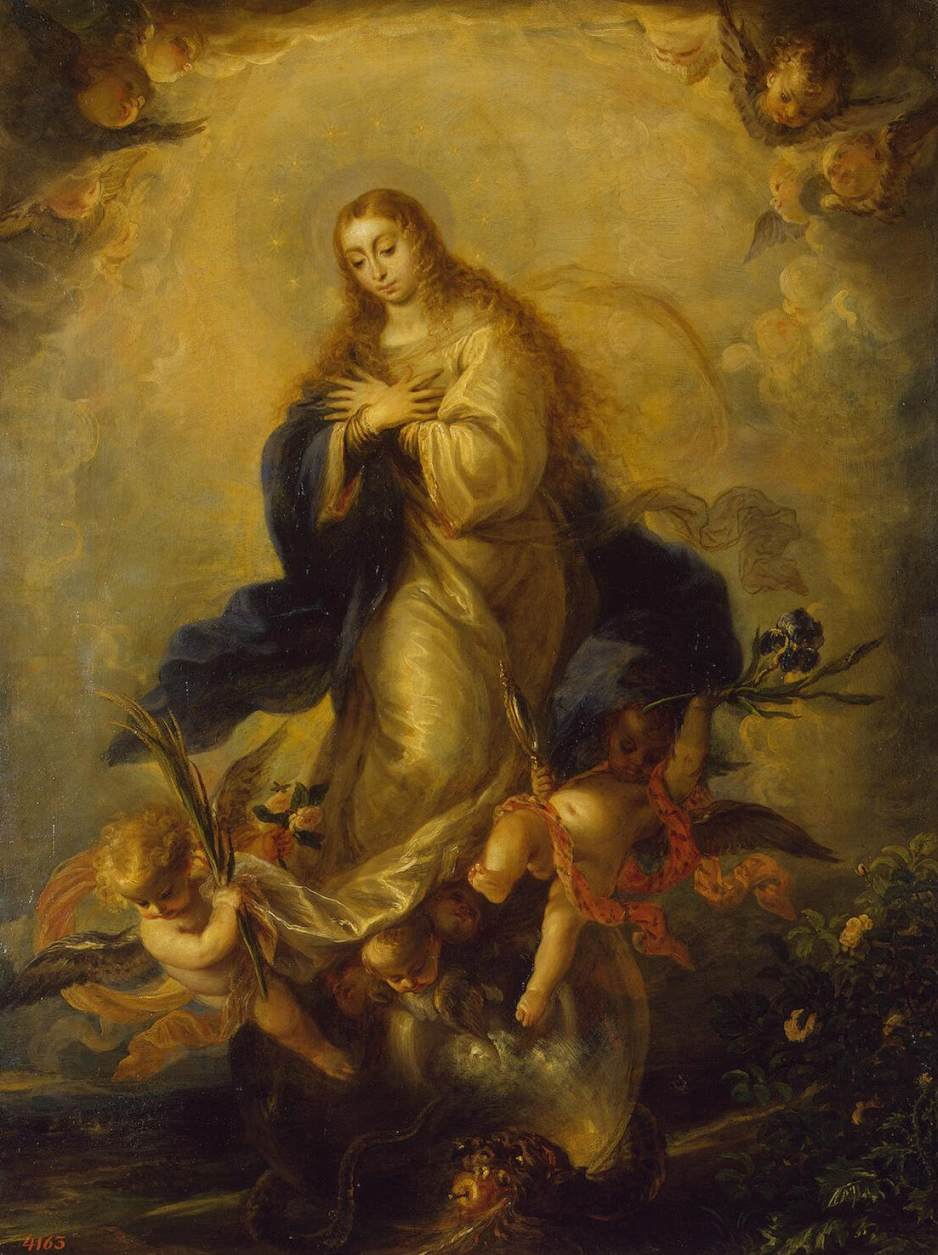
Immaculée conception (1664) Musée de l'Ermitage
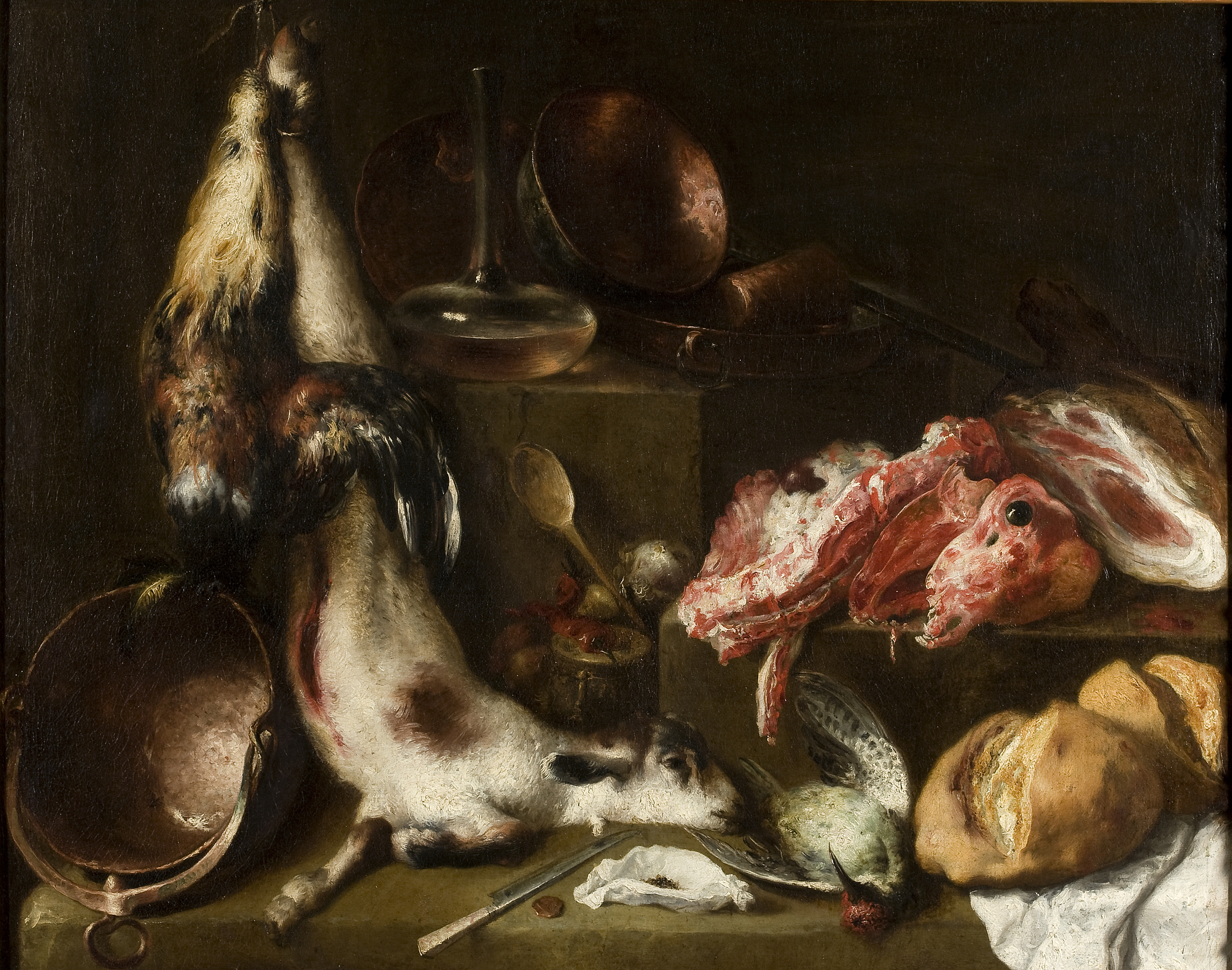
Nature morte de Cuisine (vers 1664) Musée du Prado
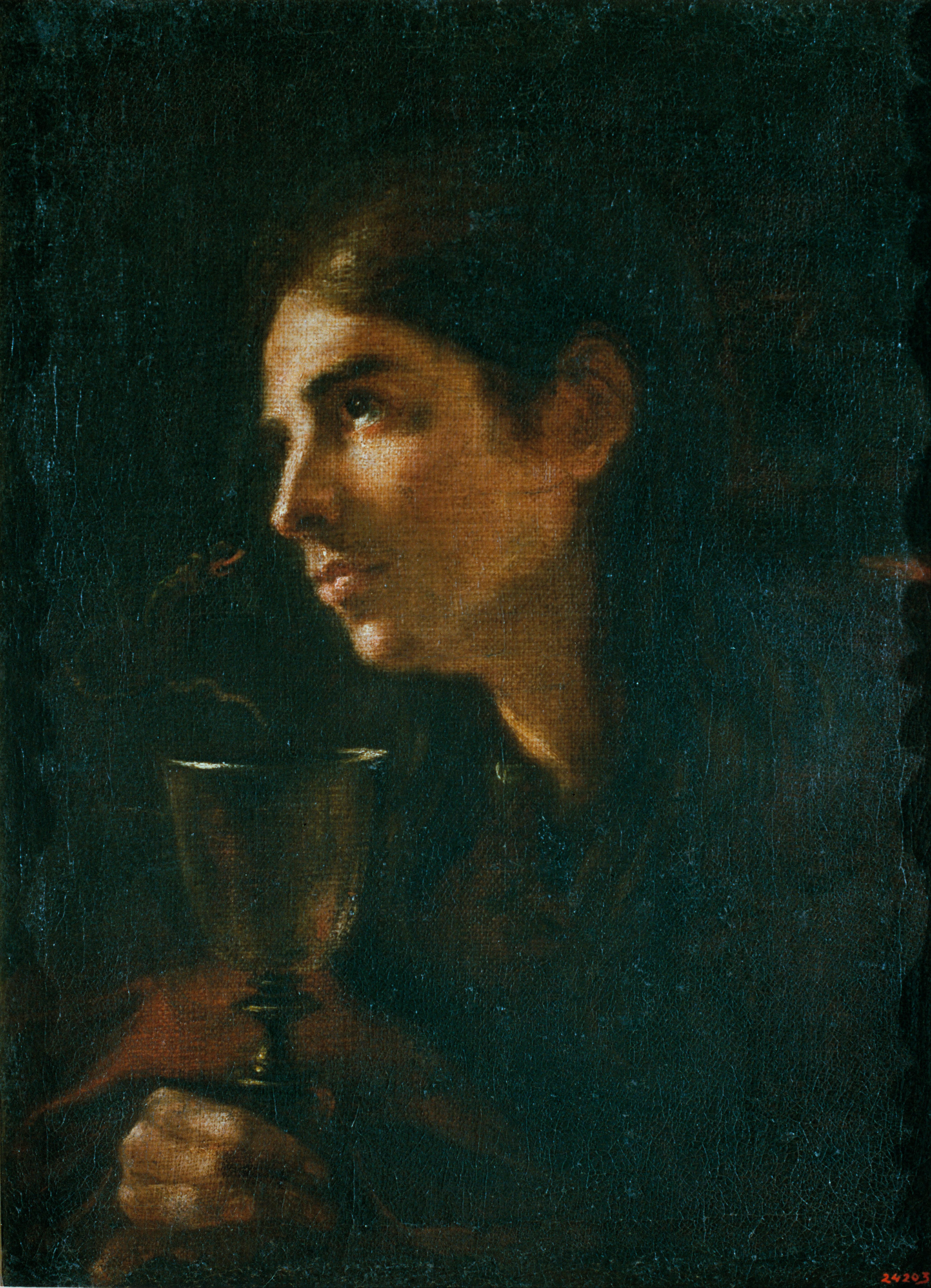
Jean l'Évangéliste (1665) Musée de Catalogne